# Molophilus wieseri
Molophilus wieseri är en tvåvingeart som beskrevs av Günther Theischinger 1994. Molophilus wieseri ingår i släktet Molophilus och familjen småharkrankar. Inga underarter finns listade i Catalogue of Life.